# Flugplatz Gera-Leumnitz

i7
i11
i13
Der Flugplatz Gera-Leumnitz (ICAO-Code: EDAJ) ist ein Verkehrslandeplatz in der Stadt Gera am Ostrand des Stadtteils Leumnitz. Betreiber ist die C&L-Systeme LFDU.
Auf dem Gelände befinden sich verschiedene Unternehmen, Vereine und Dienstleistungsunternehmen.

## Geschichte

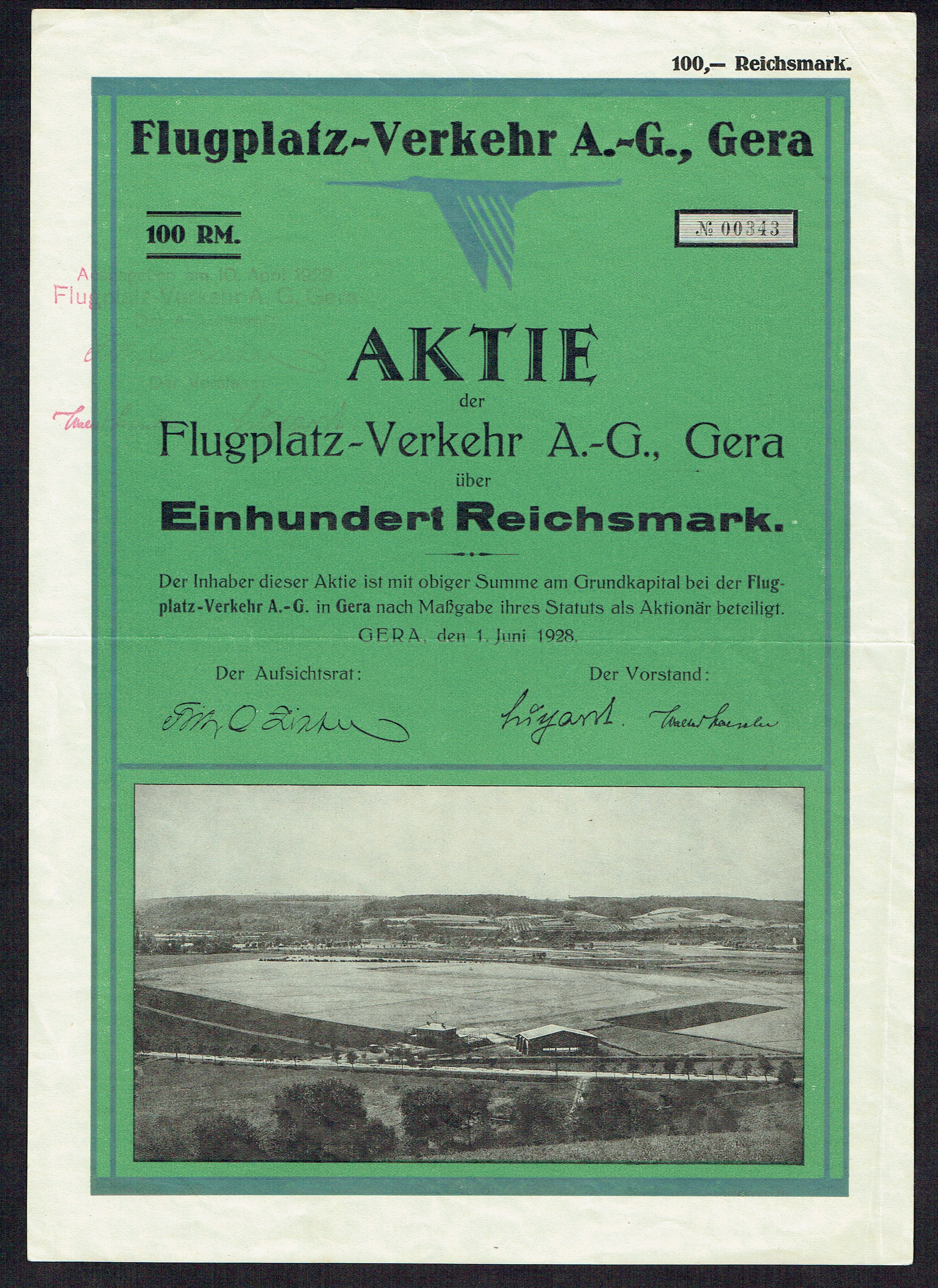
Aktie über 100 RM der Flugplatz-Verkehr AG vom 1. Juni 1928

Der Flugplatz geht auf die 1926 erfolgte Gründung der Flugplatz-Verkehr AG und die Einrichtung des Flugplatzes Gera-Tinz zurück. Die Lufthansa flog diesen Platz noch im selben Jahr sechsmal wöchentlich an. Er lag an der Route Halle (Saale) – Gera – Plauen. Darüber hinaus gab es weitere Verbindungen, etwa nach Berlin. 1928 wurden 900 Fluggäste abgefertigt. 1936 musste der Flugplatz in Tinz schließen, weil er auf der Trasse der heutigen Bundesautobahn 4 lag.

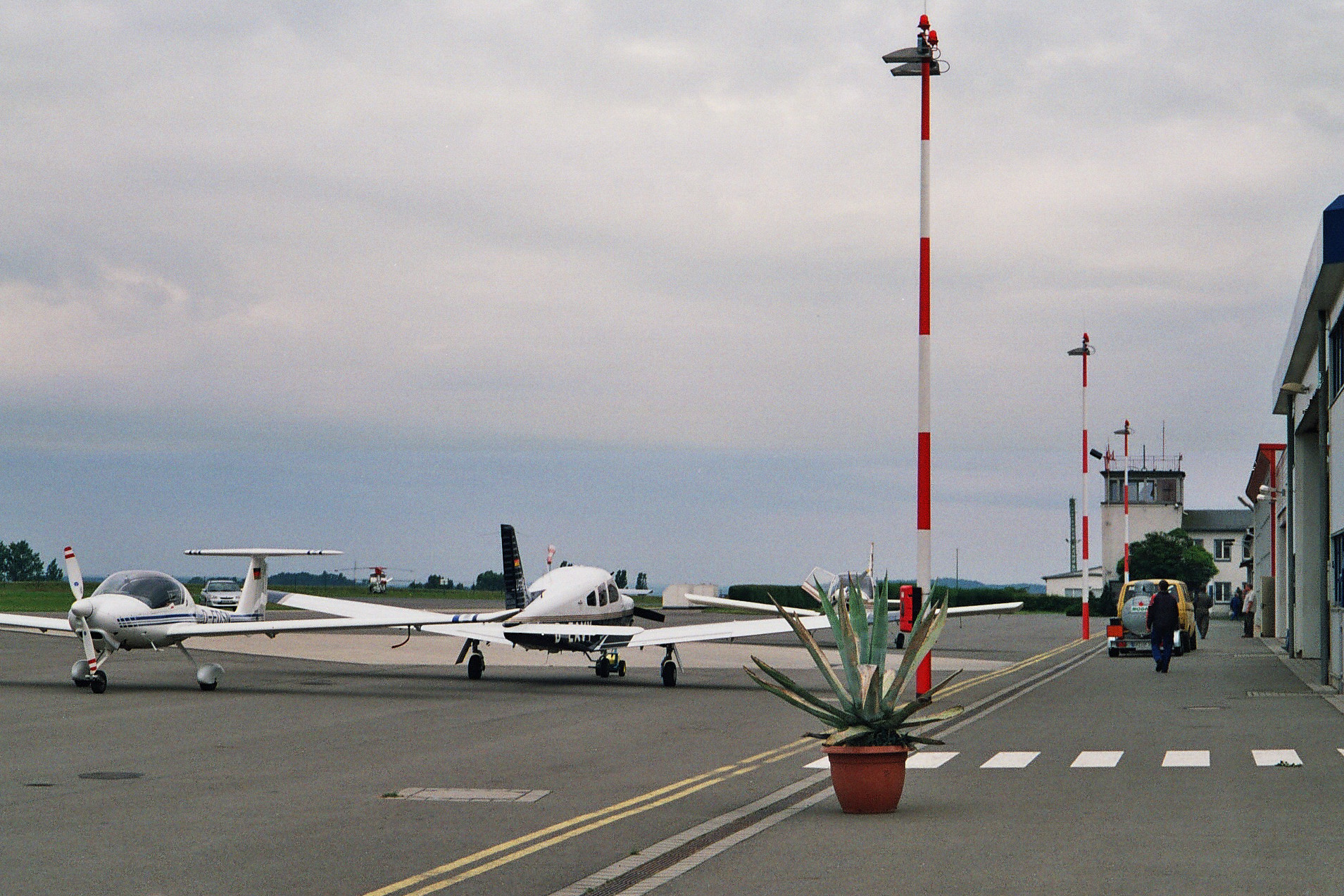
Vorfeld

1954 wurde der heutige Flugplatz zunächst als Segelflugplatz neu eröffnet. Ab 1957 nutzten auch Fallschirmspringer den Platz. 1964 erfolgte eine Zulassung als Motorflugplatz. In den 1980er Jahren kam der Flugbetrieb fast vollständig zum Erliegen. Nach dem Ende der DDR wurde 1991 die FGG – Flugbetriebsgesellschaft Gera mbH als Betreiber des Flugplatzes gegründet. 1999 schließlich wurde der Platzbetrieb in die Holding der Stadtwerke Gera AG eingegliedert. Nach der Zahlungsunfähigkeit der Stadtwerke Gera musste auch die FGG am 27. Juni 2014 Insolvenz anmelden, da die Stadtwerke die Verluste des Flugplatzes nicht mehr ausgleichen konnte. Der Flugplatz wurde zum 1. November 2014 von der Firma C&L Systeme LFDU, einem privaten Betreiber, übernommen.

## Vereine
- Fliegerclub Gera e. V.
- Luftsportverein Gera e. V.

## Zwischenfälle
Am 22. August 2022 stürzte eine BOT Aircraft Speed Cruiser unmittelbar nach dem Startlauf am Flugplatz Gera-Leumnitz in einen Baum und brannte aus. Der Pilot kam dabei ums Leben. Im Rahmen der Flugunfalluntersuchung stellte sich heraus, dass der Absturz durch einen Pilotenfehler verursacht wurde: Schon in geringer Flughöhe und weit vor dem vorgesehenen Querabflug flog der Pilot eine starke unkoordinierte Schiebekurve nach links, wodurch es zum Strömungsabriss kam. Dies konnte insbesondere durch ein zufällig aufgenommenes Handyvideo sowie die Aufnahmen einer Überwachungskamera eines benachbarten Autohauses rekonstruiert werden. Der Pilot war sehr unerfahren – er hatte seine Ausbildung zum Luftsportgeräteführer wenige Monate vor dem Unfall abgeschlossen und seitdem keine weitere Flugerfahrung gesammelt. Zudem ergab die Obduktion des verunfallten Piloten, dass es zusätzlich zu einem kurzzeitigen Schwächeanfall beim 64 Jahre alten Piloten gekommen sein könnte. Die Flughöhe war zu diesem Zeitpunkt mit 40 bis 50 Metern noch zu gering, um das Flugzeug wieder in eine kontrollierte Fluglage zu bringen oder das Rettungssystem effektiv zu aktivieren. Technische Einflussfaktoren, die auf das Flugzeug selbst zurückzuführen sind, konnten mit hoher Sicherheit ausgeschlossen werden.